# José de Araújo Coutinho
José de Araújo Coutinho (Portugal, 21 de setembro de 1851 – Florianópolis, 21 de julho de 1907) foi um jornalista e político luso-brasileiro.
Filho de Manoel de Araújo Coutinho e de Maria de Jesus Coutinho. Casou com Virgínia Duarte Coutinho.
Foi deputado ao Congresso Representativo de Santa Catarina na 1ª legislatura (1891 — 1893).
Foi deputado à Assembleia Legislativa de Santa Catarina na 1ª legislatura (1894 — 1895), e na 2ª legislatura (1896 — 1897).